# ロジャー・ゲーブ
ロジャー・ゲーブ'（Roger Goeb、1914年10月9日 - 1997年1月3日）は、アメリカ合衆国の作曲家。

## 生涯
アイオワ州チェロキー出身。幼いころからピアノ、トランペット、ホルン、ヴァイオリン、ヴィオラなど様々な楽器を学んでいた。ウィスコンシン大学で農業を学び、1936年に卒業した。卒業してから2年間、ジャズバンドのメンバーとして生計を立てた後、パリに留学し、エコールノルマル音楽院でナディア・ブーランジェに作曲を学んだ。帰国後はオットー・ルーニングに個人的に師事した他、ニューヨーク大学の大学院、続いてクリーヴランド・インスティテュートで学び、1942年に音楽修士号を取得した。3年後、交響曲第2番でアイオワ大学の博士号を得た。その後、ジュリアード音楽学校やスタンフォード大学で教壇に立った。
1940年代後半から1960年代半ばまで主に器楽曲の分野で活躍したが、1964年から妻と息子が多発性硬化症を発病したため10年以上に渡って作曲を中断した。妻子の死後、作曲を再開したが、1986年に脳梗塞で倒れ、活動の縮小を余儀なくされた。

## 作品

### 交響曲
- 交響曲第1番(1941、破棄)
- 交響曲第2番(1945)
- 交響曲第3番(1950)
- 交響曲第4番(1955)
- 交響曲第5番(1981)
- 交響曲第6番(1987)
- シンフォニア第1番(1957)
- シンフォニア第2番(1962)

### 協奏曲
- コンチェルタント第1番(1948)
- コンチェルタント第2番(1950)
- コンチェルタント第3番(1951)
- コンチェルタント第4番(1951)
- コンチェルティーノ第1番(1949)
- コンチェルティーノ第2番(1959)
- オーボエと弦楽オーケストラのための幻想曲(1952)
- ヴァイオリン協奏曲(1953)
- ピアノ協奏曲(1954)
- ピアノと弦楽オーケストラのための幻想曲(1955)

### 管弦楽曲
- ロマンツァ - 弦楽オーケストラのための(1948)
- アメリカン・ダンス第1番～第5番(1952)
- ディヴェルティメント - 弦楽オーケストラのための(1982)
- メモリアル(1982)
- エッセイ(1984)

### 室内楽曲
- 弦楽四重奏曲第1番(1943、破棄)
- 弦楽三重奏曲(1944)
- 弦楽四重奏曲第2番(1948)
- 金管七重奏曲(1949)
- 木管五重奏曲第1番(1949)
- チェロとピアノのためのディヴェルティメント(1951)
- 弦楽四重奏曲第3番(1954)
- ピアノ五重奏曲(1955)
- 木管五重奏曲第2番(1955)
- ヴァイオリンとピアノのためのソナタ(1957)
- オーボエ四重奏曲(1961)
- 金管五重奏曲第1番(1980)
- 弦楽四重奏曲第4番(1980)
- 木管五重奏曲第3番(1980)
- 木管五重奏曲第4番(1982)
- 金管五重奏曲第2番(1987)